# Srđan Stanić (labdarúgó, 1982)
Srđan Stanić (Verbász, 1982. június 7. –) szerb labdarúgó, középpályás.

## Pályafutása

### Oroszországban
2003 januárjában nagy reményekkel érkezett az orosz fővárosba, a Szpartak Moszkva együtteséhez, azonban az itt eltöltött két idény során mindössze 12 mérkőzésen jutott szerephez.
A Szpartaktól Himki városának csapatához igazolt, azonban játéklehetőség nélkül tért vissza szülőhazájába a vajdasági Hajduk Kula együtteséhez.

### Diósgyőr

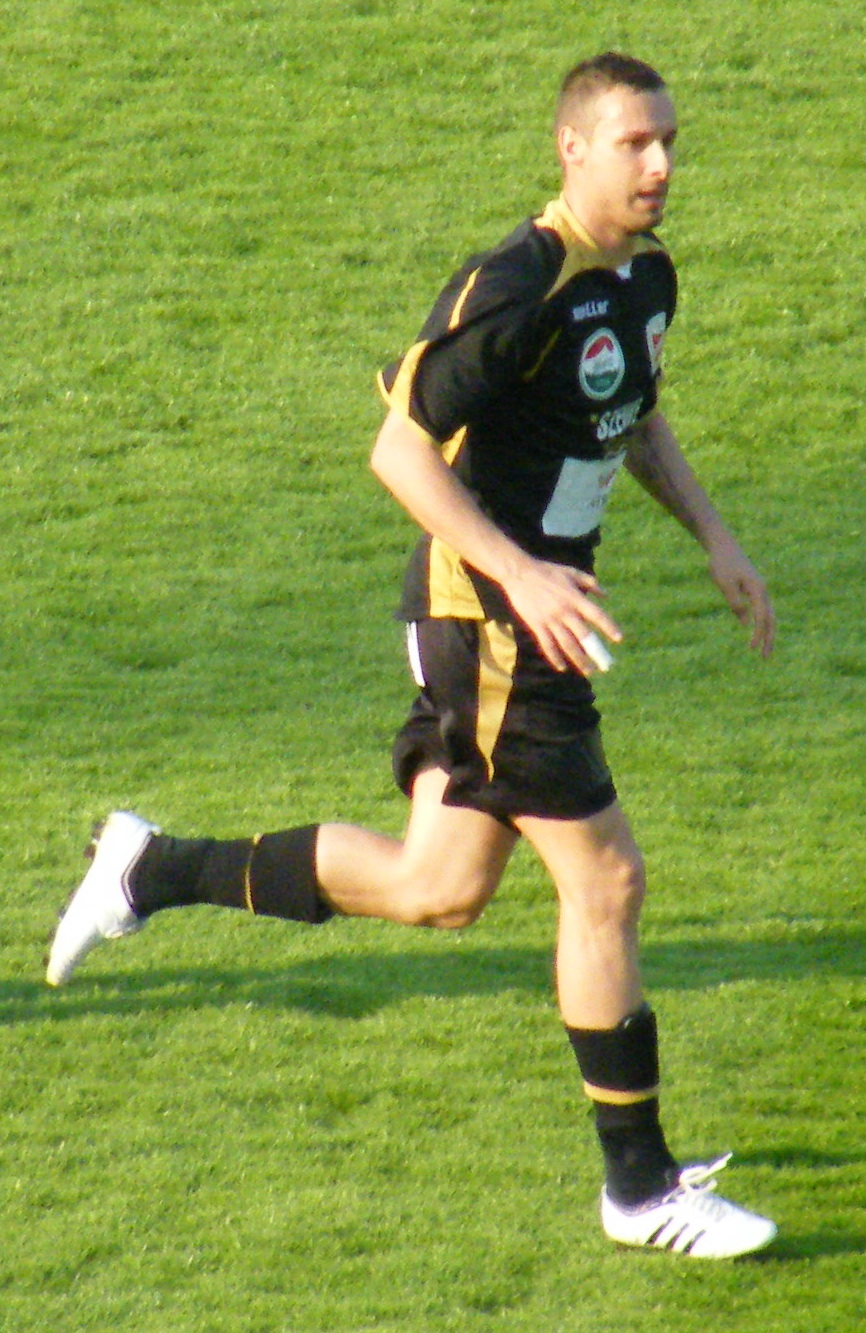
Stanić a DVTK-ban

2008 januárjában került Miskolcra, és pályafutásának korábbi állomásai miatt a Diósgyőr egyik legdrágább játékosa lett. 2009 nyarán felbontották szerződését és ingyen távozott a klubtól.

### Kaposvár
2009 júliusában igazolta le a Kaposvári Rákóczi. Kaposváron a Crvena zvezda csapatába távozó Nemanja Obrić pótlására igazolták. Első tétmérkőzését 2009. július 31-én a Paks elleni ligakupa-mérkőzésen játszotta, melyen kezdőként, hatvan percet töltött a pályán.

### Ferencváros
2010 nyarán szerződött a Ferencváros csapatához.
2011 nyarán a szerződésmódosítást nem fogadta el és távozott a csapattól.